# Johannes Cornelisz Verspronck
Johannes Cornelisz. Verspronck (Haarlem, entre 1600 i 1603 - enterrat a Haarlem el 30 de juny de 1662) va ser un destacat retratista de l'Edat d'Or Holandesa.
Era fill del pintor Cornelis Engelsz de Gouda (Països Baixos), qui el va ensenyar a pintar retrats. El 1632 es convertia en un membre del Gremi de Sant Lluc de Haarlem i començava una carrera reeixida com a retratista de models, principalment catòlics a Haarlem. Pot haver estat alumne de Frans Hals, qui el va influir fortament, especialment en les seves expressions naturals i poses relaxades. És més conegut per la seva precisió pictòrica en els detalls com joies i peces d'encaix, que el varen fer força popular entre models femenines. Més notablement, va obtenir un encàrrec lucratiu el 1642 per a un retrat de grup de les regentes del Saint Elisabeth Gasthuis, la institució de caritat més rica de Haarlem. Això ho va guanyar en contra de Frans Hals qui havia pintat els regents del St. Elisabeth Gasthuis el 1641 i estava segur que guanyaria l'encàrrec per a les dones.

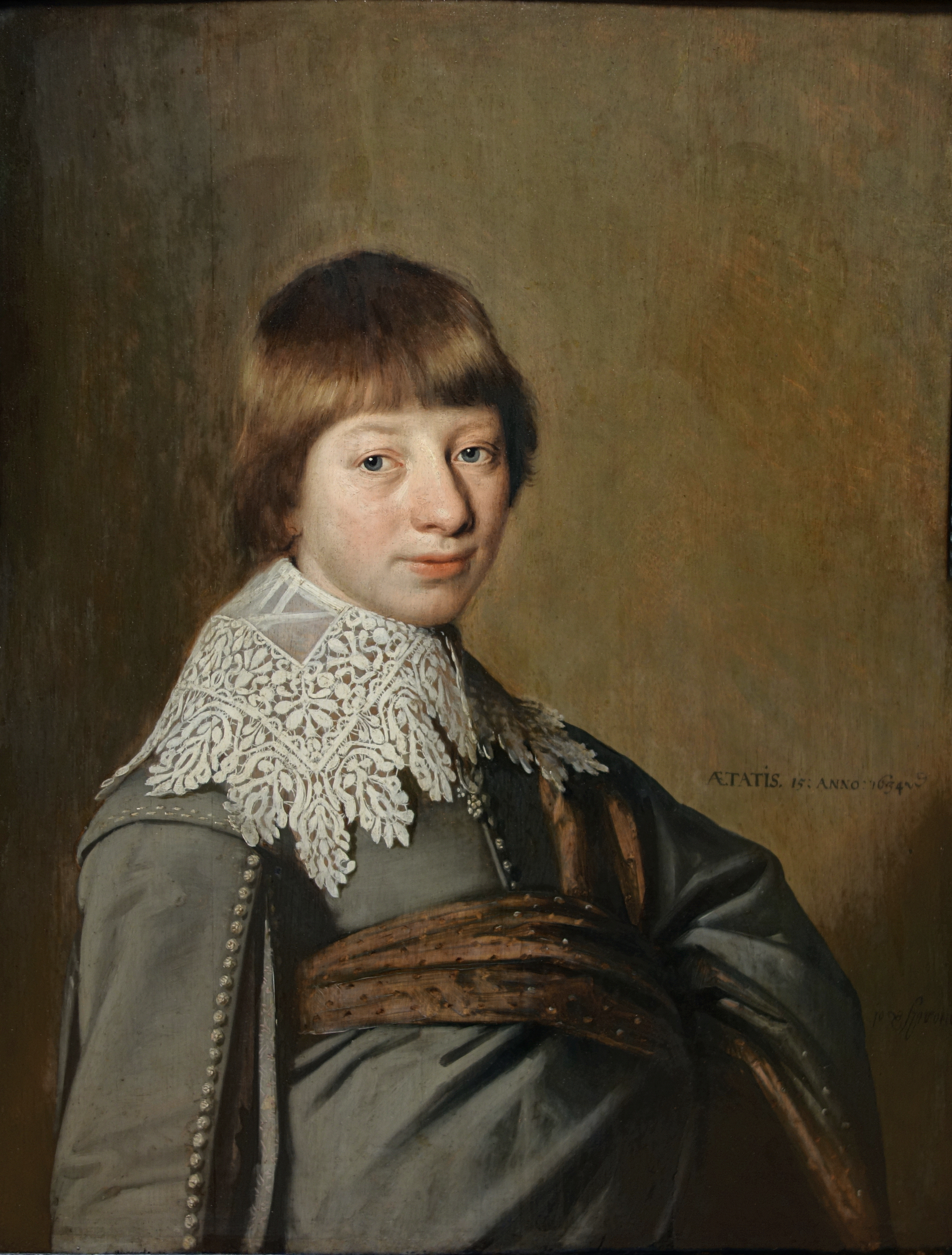
Retrat d'un Home Jove, Palais des Beaux-Arts de Lille, 1634
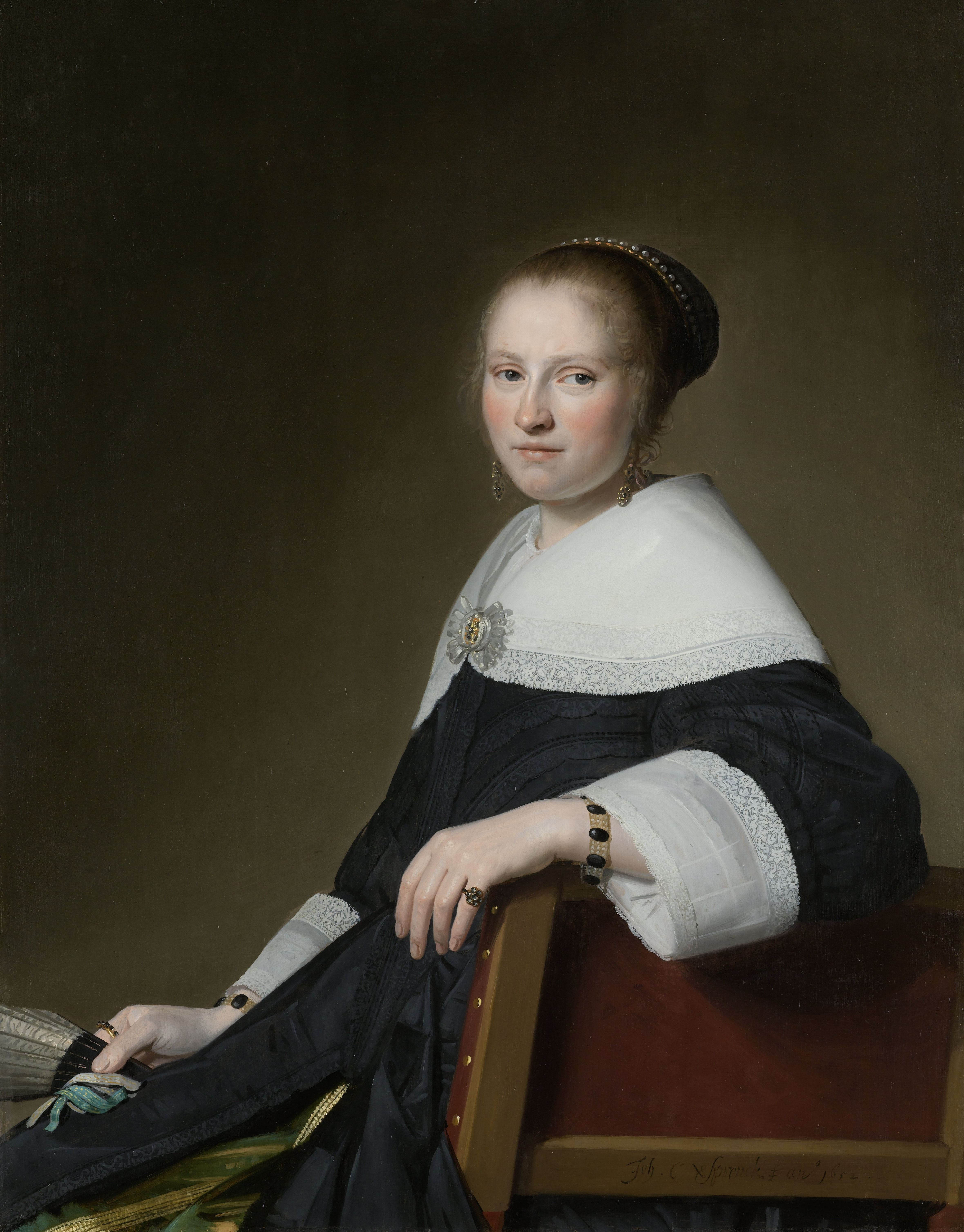
Retrat de Maria Strijp, Rijksmuseum Amsterdam, 1652
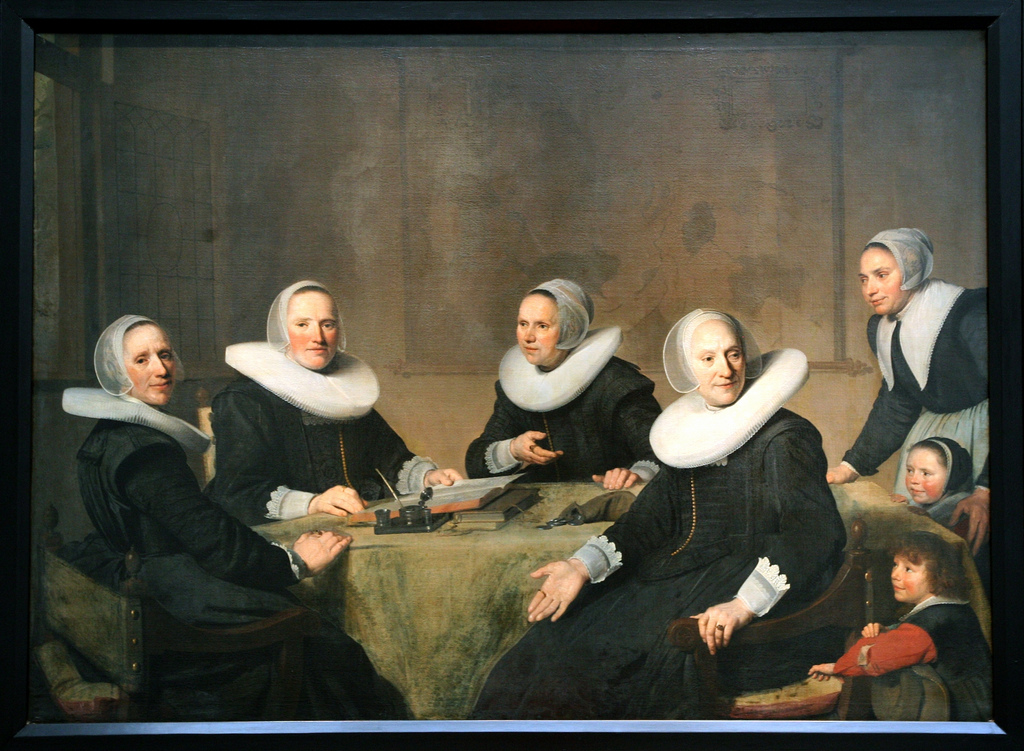
Retrat de les Regentes de Heilige gasthuis, 1642, Frans Hals Museum